# Felsina granulum
Felsina granulum là một loài nhện trong họ Thomisidae.
Loài này thuộc chi Felsina. Felsina granulum được Eugène Simon miêu tả năm 1895.